# Jur'eveckij rajon
Lo Jur'eveckij rajon (in russo Юрьевецкий район?) è un rajon dell'Oblast' di Ivanovo, nella Russia europea; il capoluogo è Jur'evec. Istituito nel 1929, ricopre una superficie di 788 chilometri quadrati ed ospita una popolazione di circa 17.000 abitanti. Nel territorio del rajon si trova il villaggio di Zavraž'e.